# Man! I Feel Like a Woman!
«Man! I Feel Like a Woman!» —en español: «¡Cielos! Me siento como una mujer»— es una canción de la cantautora canadiense Shania Twain, incluida en su tercer álbum de estudio, Come On Over (1997). Escrita por Twain y su colaborador de largo tiempo y entonces esposo, Robert John «Mutt» Lange, quien también produjo el tema, la canción fue lanzada inicialmente en marzo de 1999 a las estaciones de radio country de Norteamérica como el octavo sencillo del álbum, y se distribuyó a nivel mundial más tarde ese mismo año. «Man! I Feel Like a Woman!» es una canción de country pop que celebra el empoderamiento femenino y sigue siendo uno de los mayores éxitos de Twain en todo el mundo.
La canción recibió críticas generalmente positivas de los expertos en música, quienes elogiaron su actitud, el estribillo pegadizo y la interpretación vocal de Twain. En términos comerciales, el tema también fue exitoso, alcanzando el top 10 en seis países y el top 20 en Canadá, además de llegar al puesto 23 en el Billboard Hot 100 de Estados Unidos. Fue aún más exitosa en la lista Hot Country Songs, donde llegó al top cinco y obtuvo una certificación de platino por la Asociación de la Industria Discográfica de América (RIAA) al superar el millón de descargas digitales. La canción también ganó un Grammy a la «Mejor Interpretación Vocal Femenina de Country» en la 42.ª edición de los Premios Grammy.
El videoclip se lanzó el 3 de marzo de 1999 y rinde homenaje al video de «Addicted to Love» de Robert Palmer, mostrando a Twain bailando con modelos masculinos musculosos y con mirada inexpresiva. La canción abrió las giras Come On Over y Up!, además de ser el cierre de sus otras giras. También fue utilizada con fines cómicos en un comercial de televisión de Chevrolet Colorado en 2004 y formó parte de la banda sonora de la telenovela brasileña Laços de Família. Además, fue interpretada por la ganadora de American Idol, Carrie Underwood, en la cuarta temporada, y por Britney Spears en su primera película, Crossroads (2002).

## Antecedentes y lanzamiento
El título y, por lo tanto, la letra de la canción se basaron en la experiencia de Shania Twain trabajando en el Deerhurst Resort en Huntsville, Ontario, para mantener a sus hermanos y hermanas tras la muerte de sus padres en un accidente automovilístico. Twain recuerda haber visto a artistas de drag trabajando en el resort y les atribuye la inspiración para la canción. Más tarde, en 1993, después de firmar con Mercury Nashville y lanzar su primer álbum, Shania Twain, Twain conoció a Robert John «Mutt» Lange, con quien colaboraría extensamente y se casaría a finales de año. En 1994, mientras componía canciones para lo que se convertiría en su segundo álbum de estudio, The Woman in Me, Lange le mostró a Twain un riff en el que había estado trabajando, y Twain cantó las letras que darían lugar a «Man! I Feel Like a Woman!». Al hablar sobre la creación de la canción, Twain comentó: «No había tiempo para perder en ideas que no formarían parte del álbum, pero algo como [la canción] estaba ahí mismo. Me inspiré de inmediato con esa canción, por ejemplo, con un riff que Mutt tenía, y las letras y la fraseo surgieron de la nada».
Tras alcanzar éxito nacional en Estados Unidos y vender más de 15 millones de copias con The Woman in Me, Twain se determinó a convertirse en una estrella internacional y decidió hacer lo que fuera necesario para lograr su objetivo. Para alcanzar un éxito global, Twain grabó su tercer álbum de estudio, Come On Over, con la intención de ser «internacional». Después de completar el álbum y entregarlo a Mercury Records, Lange pasó cuatro meses remezclando el 70 por ciento del álbum para su edición internacional, diluyendo y eliminando los elementos de country. Durante la creación del álbum, Twain y Lange revisaron «Man! I Feel Like a Woman!» e insistieron en incluir la pista. La canción fue la última grabada para Come On Over. Es la canción de apertura en la edición estadounidense de Come On Over; sin embargo, la edición internacional comienza con «You're Still the One», debido a los elementos de country presentes en el tema. Inicialmente, el sencillo se lanzó solo a la radio country como el séptimo sencillo del álbum en Estados Unidos en marzo de 1999. Después del éxito de la canción, se lanzó posteriormente a la radio general en Estados Unidos. En el Reino Unido, el sencillo salió en formato CD y casete el 20 de septiembre de 1999.

## Composición
«Man! I Feel Like a Woman!» fue escrita por Shania Twain y Robert John «Mutt» Lange, quien también produjo la pista. Según la partitura publicada en Music Notes por Universal Music Publishing Group, la canción comienza en la tonalidad de Si♭ mayor y modula a Fa mayor en el coro, con un tempo moderado de 126 pulsaciones por minuto. La voz de Twain abarca desde la nota baja de Fa3 hasta la nota alta de Re♭5. «Man! I Feel Like a Woman!» es una canción de country pop, con un riff de guitarra que recuerda a «Spirit in the Sky» de Norman Greenbaum, como señalaron tanto Chuck Taylor de Billboard como J.D. Considine de Entertainment Weekly. La canción comienza con Twain exclamando: «Vamos, chicas». Líricamente, el tema es una celebración del empoderamiento femenino, con Twain afirmando que «lo mejor de ser mujer es el privilegio de divertirse un poco» y prometiendo usar «camisas de hombres» con «faldas cortas». En una entrevista para Billboard, Twain explicó el significado lírico de la canción, detallando:

«Esa canción comenzó con el título, luego se fue escribiendo sola. La expresión completa es una celebración de ser mujer en estos días. Creo que estamos un poco consentidas en muchos aspectos, con las ventajas que tenemos. Las feministas pueden no sentirlo así, pero yo sí. Es muy divertido ser mujer».
Shania Twain

## Actuaciones en directo

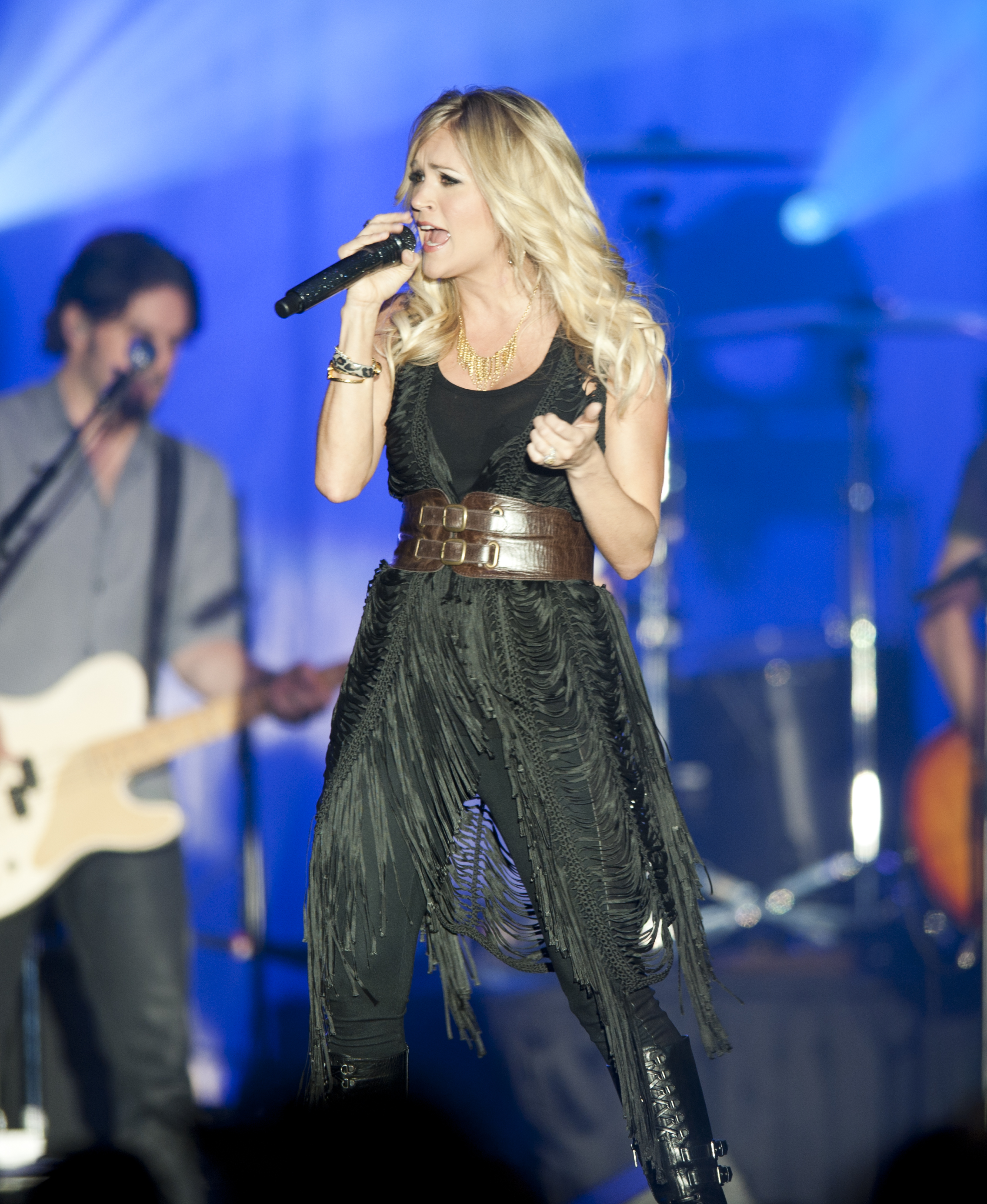
La cantautora estadounidense Carrie Underwood versionó la canción en American Idol.

Shania Twain ha interpretado la canción en su gira Come On Over Tour (1998), Up! Tour (2003), el espectáculo de residencia Shania: Still the One (2012–2014), Rock This Country Tour (2015), Shania Now Tour (2018), el espectáculo de residencia Let's Go (2019–2022) y en Queen of Me Tour (2023). Al inicio de su carrera, la canción solía ser la primera en el setlist, pero ahora suele cerrar como un bis, dada su gran popularidad. También fue la canción de apertura en sus álbumes en video en vivo Shania Twain Live, Winter Break y Up! Live in Chicago, así como en su actuación principal en el espectáculo de medio tiempo del Super Bowl XXXVII. Además, la canción fue interpretada por Carrie Underwood, ganadora de American Idol, durante la cuarta temporada. El 15 de abril, durante la actuación de Harry Styles en Coachella, cantó la canción junto a Twain, además de «You're Still the One».

## Posicionamiento en listas

### Listas semanales
| Listas (1999)                      | Mejor posición |
| ---------------------------------- | -------------- |
| Australia (ARIA)                   | 3              |
| Austria (Ö3 Austria Top 40)        | 11             |
| Bélgica (Flandes) (Ultratop 50)    | 16             |
| Bélgica (Valonia) (Ultratop 50)    | 7              |
| Francia (SNEP)                     | 3              |
| Países Bajos (Dutch Top 40)        | 7              |
| Nueva Zelanda (Recorded Music NZ)  | 1              |
| España (Top 100 Canciones)         | 11             |
| Suecia (Sverigetopplistan)         | 20             |
| Suiza (Schweizer Hitparade)        | 43             |
| Reino Unido (UK Singles Chart)     | 3              |
| Estados Unidos (Hot Country Songs) | 4              |
| Estados Unidos (Billboard Hot 100) | 23             |
| Estados Unidos (Mainstream Top 40) | 19             |
| Estados Unidos (Adult Top 40)      | 12             |

### Listas fin de año
| Listas (1999)                            | Posición |
| ---------------------------------------- | -------- |
| Canadá Adult Contemporary Tracks (RPM)   | 66       |
| Canadá Country Tracks (RPM)              | 25       |
| Estados Unidos Billboard Hot 100         | 77       |
| Estados Unidos Country Songs (Billboard) | 38       |